# 亞布盧尼齊亞 (伊萬諾-弗蘭科夫斯克州)
48°18′58″N 24°30′12″E / 48.31611°N 24.50333°E
亞布盧尼齊亞（烏克蘭語：Яблуниця），是烏克蘭的村落，位於該國西部伊萬諾-弗蘭科夫斯克州，始建於1986年，面積4.5平方公里，2021年人口2000，人口密度每平方公里441.7人。